# Ханабадтепа
Ханабадтепа (узб. Xonobodtepa) — городище в Ташкенте, археологический памятник VI — начала XIII, XVI—XVII вв.
Входит в список «Объектов материального культурного наследия Узбекистана республиканского значения», .

## Расположение
Городище находится в южной части Ташкента в 500 метрах к северо-западу от реки Чирчик.

## Характеристика
Городище расположено на площади около 30 га и представляет собой квадрат 530 на 500 метров, ориентированный углами по сторонам света. В восточном углу находится цитадель, крепость с прямоугольным основание со сторонами 104 на 80 метров, со всех сторон окружённая стеной, от шахристана её отделяет широкий ров. Внутренняя часть цитадели состоит из узких прямоугольных помещений, одной частью примыкающих к крепостной стене, а другой частью выходящих на обширную внутреннюю площадь. В шахристане сохранились участок юго-восточной стены и несколько помещений — остатки монументальных сооружений и дома местных жителей, хаузы, общественные площади и рынки. Оссуарный некрополь второй половины VIII века. 
Возникло как небольшое неукреплённое поселение в VI веке, в первой половине VII века было оставлено жителями из-за наводнения вызванного разливом Чирчика. После повторного заселения в середине VII века, по периметру была возведена крепостная стена из пахсы, с более поздними надстройками из сырцового кирпича и с внутристенной сводчатой галереей, оборудованной бойницами и башнями. Ширина основания стены около 7 метров, в верхней части свыше 3 метров. В первой половине VIII века, городище было частично разрушено, вероятно вследствие арабского нашествия, на участках стен сохранились следы пожаров. В IX—XII вв городище постепенно восстанавливается, но в дальнейшем так и не смогло достичь былых масштабов. В начале XIII века разрушено во время монгольского нашествия. После этого продолжительное время было в запустении, пока в XV—XVI вв не была обжита незначительная часть.
В настоящее время часть городища занимает действующее кладбище Ханабадтепа.

## История открытия и изучения
Первые упоминания об археологическом памятнике относятся к концу XIX — началу XX вв, отмечен Д. М. Граменицким и И. Т. Пославским. Обследование городища было произведено в 1930—1960-х годах М. Е. Массоном, В. М. Массоном, Ю. Ф. Буряковым. С 1971 по 1975 годы производились раскопки Ташкентской археологической экспедицией: В. А. Булатовой, Л. Г. Брусенко, А. Л. Ртвеладзе, Э. В. Ртвеладзе, М. И. Филанович.
Среди значимых находок: монетный клад первой половины VIII века, в котором были обнаружены монеты правителя Чача — Тарнабча, правителя Уструшаны — Сатачари II, ихшида Согда — Тургара, тюркского правителя Иль-Тегина, аббасидский фельс Балха, монеты правителя Кабарны и Дайфурту — Кавирадна; оссуарии украшенные резным орнаментом, с крышкам увенчанными головой птицы или бородатым человеческим лицом; ритон с головой быка, покрытый глазурью; глиняная булла с изображённой на ней человеческой фигурой; керамические изделия VI—XII вв.

## Современное состояние
В 2025 году археологический памятник получил существенные повреждения во время прокладки по его территории канализационной трубы протяжённостью 257 метров. Обследование проведённое сотрудниками прокуратуры и Агентства культурного наследия выявило повреждение 961 кубометра культурного слоя, при этом материальный ущерб нанесённый памятнику был оценён в 27 миллиардов сумов. Помимо разрушений нанесённых прокладкой трубы, с использованием экскаватора было выкопано ещё 160 кубометров грунта, в результате чего был нанесён дополнительный ущерб в размере 4,5 миллиардов сумов.
В отношении ответственных должностных лиц было возбуждено уголовное дело. По данным Генеральной прокуратуры, преступление было отнесено к категории тяжких и наказывается лишением свободы на срок до 7 лет.